# Stine Tomb
Stine Meland Tomb (ur. 27 sierpnia 1986) – norweska lekkoatletka, płotkarka i sprinterka.
Wielokrotna mistrzyni Norwegii na różnych dystansach, ma na koncie także medale mistrzostw Szwecji.
5 lutego 2011 wygrała bieg na 300 metrów przez płotki podczas halowego meczu lekkoatletycznego między reprezentacjami Finlandii, Norwegii i Szwecji ustanawiając czasem 40,09 halowy rekord świata w tej konkurencji.

## Osiągnięcia
| Rok  | Impreza                                 | Miejsce   | Konkurencja                | Pozycja           | Wynik   |
| ---- | --------------------------------------- | --------- | -------------------------- | ----------------- | ------- |
| 2005 | I liga pucharu Europy                   | Gävle     | bieg na 400 m              | 7. miejsce        | 55,15   |
| 2005 | I liga pucharu Europy                   | Gävle     | sztafeta 4 x 400 m         | 7. miejsce        | 3:40,03 |
| 2005 | Mistrzostwa Europy juniorów             | Kowno     | bieg na 400 m              | el. – 19. miejsce | 55,98   |
| 2007 | I liga pucharu Europy                   | Vaasa     | bieg na 400 m przez płotki | 8. miejsce        | 1:01,19 |
| 2007 | I liga pucharu Europy                   | Vaasa     | sztafeta 4 x 400 m         | 6. miejsce        | 3:39,36 |
| 2008 | II liga pucharu Europy                  | Tallinn   | bieg na 400 m przez płotki | 3. miejsce        | 59,36   |
| 2008 | II liga pucharu Europy                  | Tallinn   | sztafeta 4 x 400 m         | 1. miejsce        | 3:37,50 |
| 2010 | Superliga drużynowych mistrzostw Europy | Bergen    | bieg na 400 m przez płotki | 6. miejsce        | 58,01   |
| 2010 | Superliga drużynowych mistrzostw Europy | Bergen    | sztafeta 4 x 400 m         | 11. miejsce       | 3:38,47 |
| 2010 | Mistrzostwa Europy                      | Barcelona | bieg na 400 m przez płotki | el. – 20. miejsce | 57,10   |
| 2011 | I liga drużynowych mistrzostw Europy    | Izmir     | bieg na 400 m przez płotki | 2. miejsce        | 56,38   |
| 2011 | I liga drużynowych mistrzostw Europy    | Izmir     | sztafeta 4 x 400 m         | 5. miejsce        | 3:36,25 |
| 2012 | Mistrzostwa Europy                      | Helsinki  | bieg na 400 m przez płotki | el. – 23. miejsce | 58,24   |

Wielokrotna medalistka mistrzostw krajów nordyckich juniorek.

## Rekordy życiowe
- bieg na 400 metrów przez płotki – 56,38 (2011)
- bieg na 300 metrów przez płotki (hala) – 40,09 (2011) halowy rekord świata[3]
- bieg na 400 metrów – 53,49 (2009)
- Bieg na 400 metrów (hala) – 54,78 (2011)